# Faléra

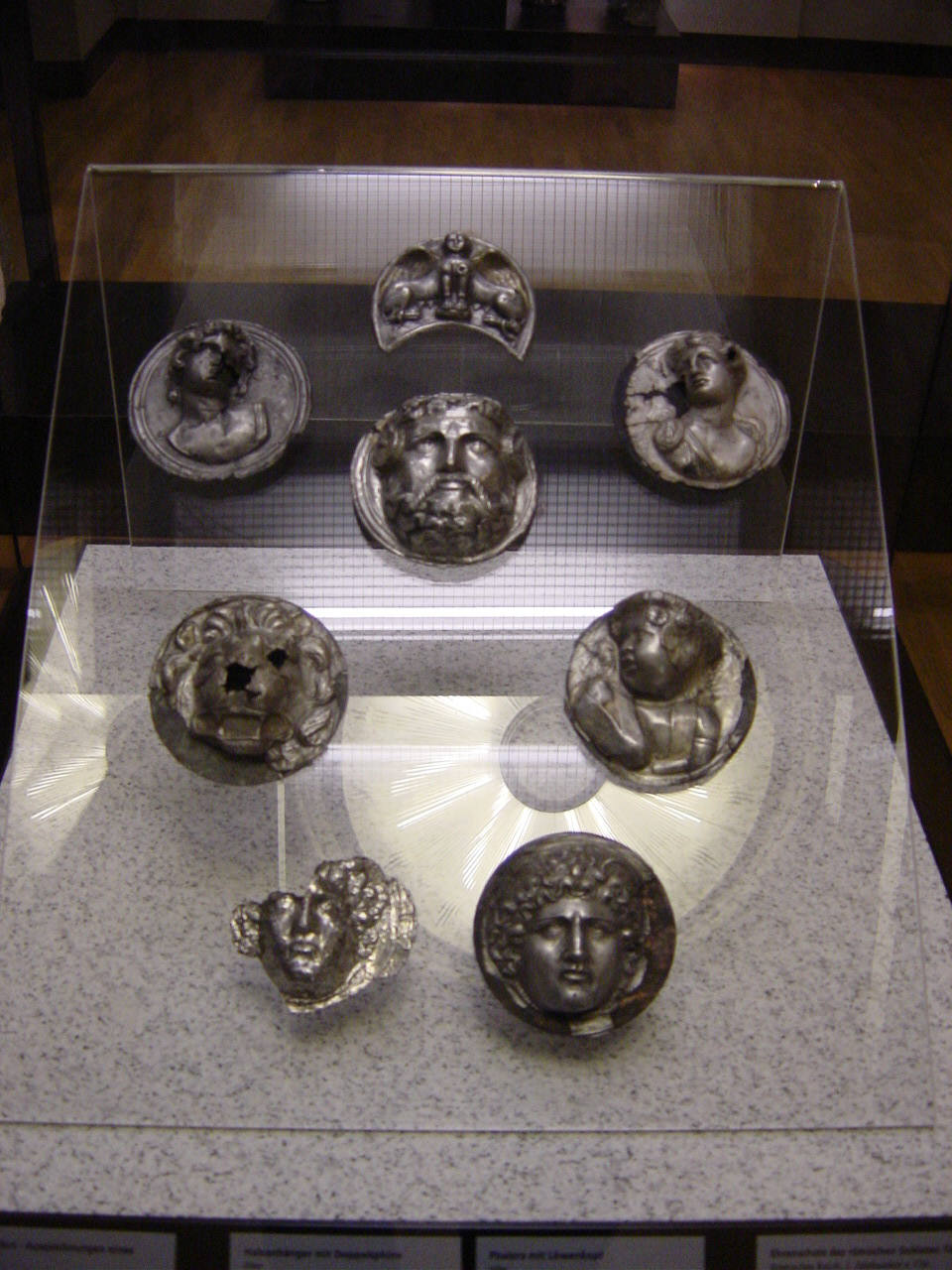
Římské vojenské faléry (1. stol., Historické muzeum Berlín)

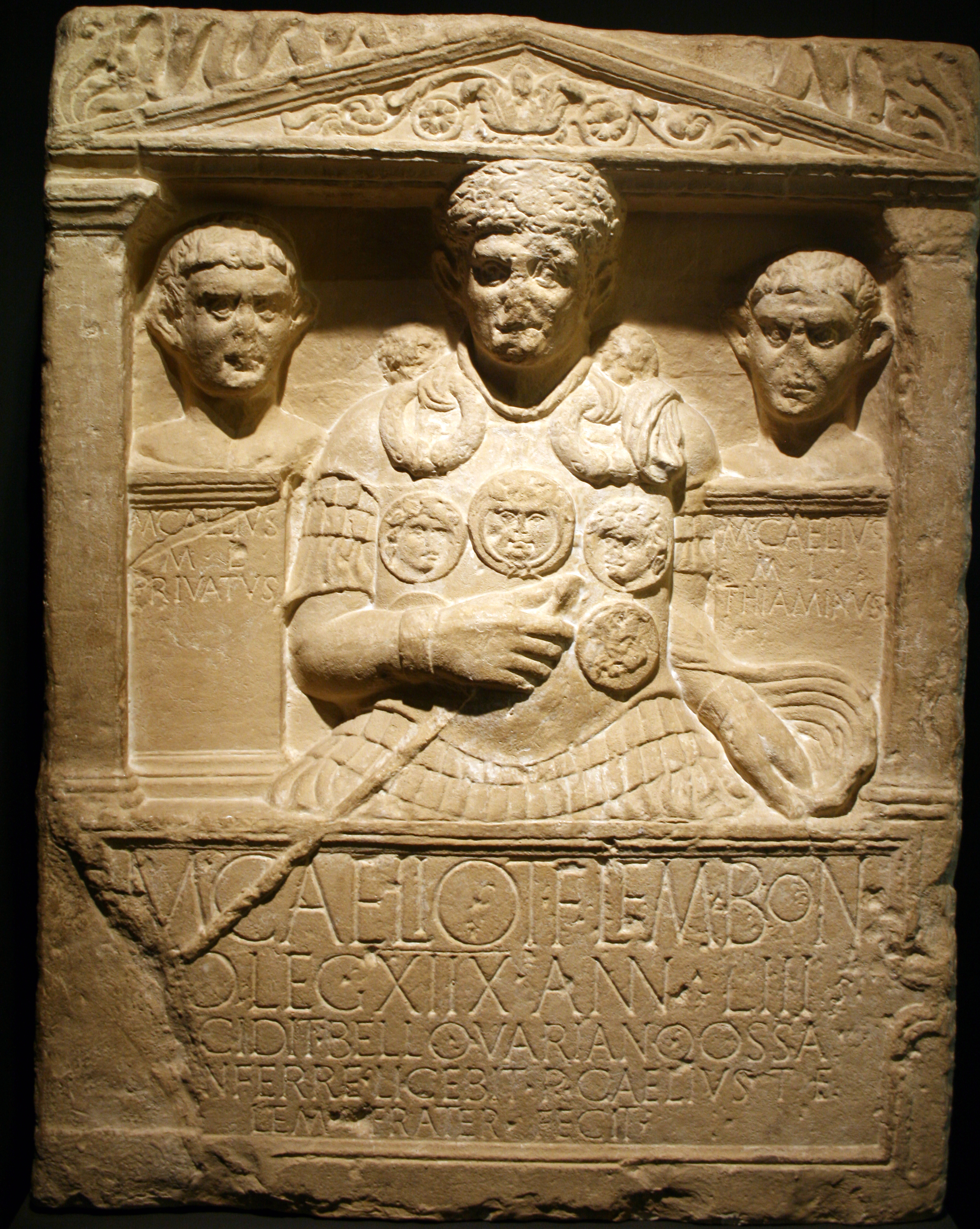
Náhrobek setníka s falérami na brnění

Faléra (či falera, z lat. phalerae) je kovový kotouček s plastickou ozdobou, podobou božstva nebo panovníka, který se ve starověku nosil jako ozdoba na šatech. Vojáci římské armády je patrně dostávali jako vyznamenání a nosili na prsou při slavnostních příležitostech. Vyznamenané jednotky je měly připevněny na svých standartách. 

## Dějiny
Faléry byly zavedeny do armády kolem roku 50 po Kr. a staly se oblíbenými u centurionů. Není přesně známo, zda šlo o vyznamenání nebo jen o symboly. Faléry byly plíšky navlečené na řemenech, které se připnuly na zbroj na prsou. Na plíšcích byla vyobrazení bohů, císařů či zvířat (lev, orel). Běžný soubor disponuje 9 ozdobnými plechy, ale našly se i soubory se 7, 5 a 10. Během krize ve 3. stol. se tradiční uniforma rozpadla, zmizely i faléry. Vyznamenaní jezdci mohli připevnit vyznamenání na zbroj svých koní.
V archeologické terminologii jsou to kruhové nebo terčové plasticky zdobené předměty, které sloužily jako ozdoba oděvu, koňského postroje nebo válečnického štítu. Vyráběly se ze zlata, stříbra nebo bronzu a nejčastěji zobrazovaly hlavu divoké šelmy (vlk, lev, medvěd).

### Externí odkazy

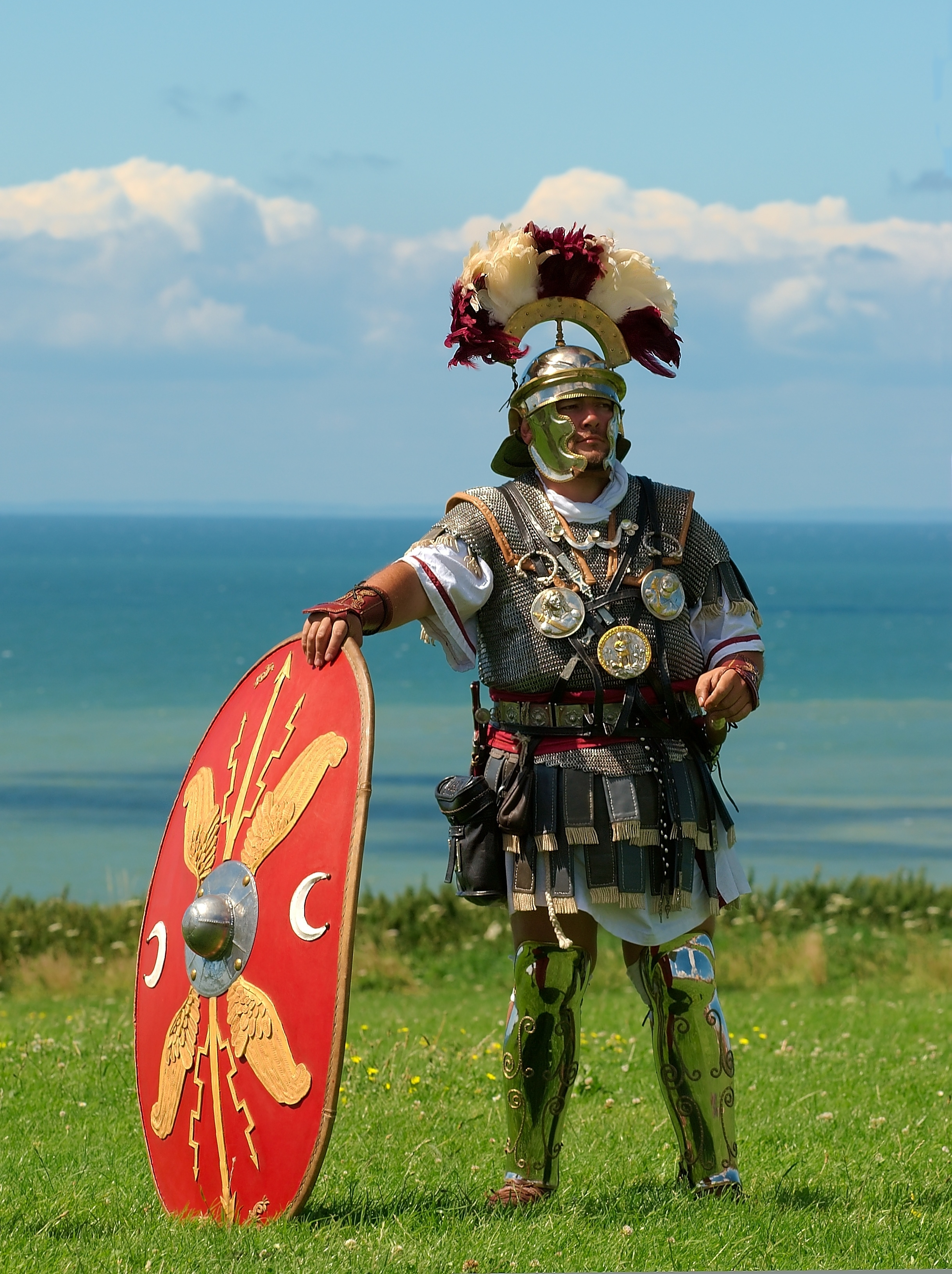
Setník (centurio), na hrudi má faléry (1. stol.)